# Planetbase
Planetbase je strategická a simulační videohra. Hra byla vydána 16. října 2015 a jejím vývojářem je Madruga Works. Dostupná je pro Microsoft Windows, OS X (od 8. ledna 2016), PS 4 (od 5. ledna 2018) a Xbox One (od 3. května 2017).

## Průběh hry
Cílem této hry je osídlit 4 planety (Desert Planet, Frozen Planet, Gas Giant Moon, Storm Planet) (na každé planetě jsou jiné životní podmínky). Vaše role spočívá v tom, že se snažíte na jednotlivých planetách vytvořit menší kolonii obyvatel. V průběhu hry vytváříte základnu, která bude zajišťovat obyvatelům základní životní potřeby, jako je voda, jídlo a hlavně kyslík.
Ze začátku hry na danou planetu přiletí menší počet astronautů (počet se určuje podle toho jakou obtížnost hry si zvolíte), a roboti, kteří vám budou pomáhat kolonii vybudovat. Obyvatelé se řadí do pěti kategorií:
- Worker (dělník), který zajišťuje okolo základny náročné práce. Jako jediný může těžit v dole.
- Biologist (biolog), zajišťující produkci zeleniny.
- Engineer (inženýr), udržující základnu v provozním stavu tím, že staví a opravuje poškozené budovy a roboty pomocí náhradních dílů.
- Medic (lékař), vyrábějící zdravotnický materiál v laboratoři.
- Guard (stráž), který zajišťuje bezpečnost základny před napadením vetřelci.

Roboti se řadí do tří kategorií:
- Carrier Bot (nosič), který dováží potřebné suroviny na stavbu budov.
- Constructor Bot (stavitel), stavějící budovy (podobně jako Engineer).
- Driller Bot (těžící robot), který těží v dole (podobně jako Worker).

## Verze hry
Od vydání byla hra několikrát aktualizována.
| Verze hry  | Datum vydání       | Novinky obsažené v nové verzi                                                                         |
| ---------- | ------------------ | --- |
| 1.0.0      | 16. října 2015     | Vydání hry                                                                                            |
| 1.0.2      | 19. října 2015     | Oprava chyb                                                                                           |
| 1.0.3      | 20. října 2015     | Opraven problém s ukládáním hry; opraven zvuk                                                         |
| 1.0.4      | 22. října 2015     | Opraven gameplay; odstraněny solární panely z Desert Planet; vylepšena umělá inteligence; oprava chyb |
| 1.0.5      | 29. října 2015     | Podpora jazyků (import jazykových překladů hry); oprava chyb                                          |
| 1.0.6      | 5. listopadu 2015  | Oprava chyb, optimalizace hry                                                                         |
| 1.0.7      | 24. listopadu 2015 | Přidána nová budova (Medical Cabinet); Opraven gameplay                                               |
| 1.0.8      | 9. prosince 2015   | Podpora jazyků ze Steamu                                                                              |
| 1.0.9      | 19. prosince 2015  | Oprava chyb                                                                                           |
| 1.0.10     | 14. ledna 2016     | Podpora Mac OS; oprava chyb                                                                           |
| 1.0.11     | 5. února 2016      | Podpora režimu celé obrazovky u Mac OS; oprava chyb                                                   |
| 1.1.0 beta | 7. března 2016     | Přidána nová planeta (Storm Planet); vylepšena umělá inteligence; oprava chyb; optimalizace hry       |
| 1.1.0      | 23. března 2016    | Vylepšení 1.1.0 beta; oprava chyb                                                                     |
| 1.1.1      | 5. dubna 2016      | Vylepšena umělá inteligence                                                                           |
| 1.1.2      | 2. května 2016     | Zvýšena rychlost přenosu kyslíku (asi o 20 %)                                                         |
| 1.2.0 beta | 10. května 2016    | Představeny „Challenges“ (výzvy); přidána nová hudba do soundtracku hry                               |
| 1.1.3      | 17. května 2016    | Zkrácena délka noci (o 4 hodiny herního času)                                                         |
| 1.2.0      | 14. června 2016    | Vylepšení 1.2.0 beta; oprava chyb                                                                     |
| 1.2.1      | 5. září 2016       | Přidány nové „challenges“ (výzvy); oprava chyb                                                        |
| 1.2.2      | 7. června 2017     | Přidány nové „challenges“ (výzvy); přidána nová hudba do soundtracku hry; podpora Vsync; oprava chyb  |
| 1.2.3      | 5. září 2017       | Vylepšena nápověda ve hře, přidána nová hudba (poslední) do soundtracku hry; oprava chyb              |
| 1.3.0      | 24. srpna 2018     | Přemístění hlavního menu hry; vylepšena umělá inteligence; oprava chyb                                |
| 1.3.5      | 6. května 2019     | Oprava chyb                                                                                           |
| 1.3.6      | 25. listopadu 2019 | Oprava chyb                                                                                           |

## Hodnocení hry
Celkové skóre hry podle webu Metacritic je 70 ze 100 bodů.

## Speciální vydání
26. března 2019 byl vydán balíček kde bylo možné si zakoupit Planetbase společně s titulem Dawn of Man.
10. února 2020 vyšel editor „challenges“ (výzev). Editor byl vytvořen fanouškem hry přezdívaným _provector. Pomocí editoru je možné vytvářet výzvy přímo v prostředí hry, nejsou k tomu zapotřebí znalosti programování.

## Ocenění ve hře (achievements)
Hra obsahuje celkem 30 ocenění.
| Název ocenění        | Úkol ke splnění                                                          | % splnění ze všech hráčů |
| -------------------- | ------------------------------------------------------------------------ | ------------------------ |
| Desert Landing       | Přistaňte na Desert Planet                                               | 98,7 %                   |
| Link to the future   | Postavte dvě budovy a propojte je                                        | 98,0 %                   |
| Space Farmer         | Mějte v základně alespoň 20 plat se zeleninou                            | 78,2 %                   |
| Planetary Apprentice | Splňte tutoriál                                                          | 76,3 %                   |
| Frozen Landing       | Přistaňte na Frozen Planet                                               | 40,2 %                   |
| Cyber Miner          | Mějte alespoň 6 těžících robotů a 2 doly                                 | 40,1 %                   |
| Desert Base          | Vybudujte základnu s alespoň 100 kolonisty                               | 39,4 %                   |
| Capitalist           | Mějte alespoň 1000 mincí                                                 | 38,0 %                   |
| Genetic Engineer     | Vybudujte plato s rajčaty a cibulemi                                     | 32,4 %                   |
| High Spirits         | Vybudujte základnu s alespoň 100 kolonisty a dosáhněte hodnocení 95 %    | 32,2 %                   |
| Megastructures       | Postavte všechny velké budovy                                            | 30,6 %                   |
| Robo Colony          | Vybudujte základnu s alespoň 100 kolonisty, kde bude alespoň 25 % robotů | 26,4 %                   |
| Hoarder              | Zaplňte velké skladiště z více než 90 %                                  | 25,5 %                   |
| Police State         | Mějte alespoň 20 ozbrojených stráží                                      | 23, 4 %                  |
| Moon Landing         | Přistaňte na Gas Giant Moon                                              | 21,2 %                   |
| Steel Dome           | Mějte alespoň 3 lasery, teleskopy a konzole teleskopů                    | 18,3 %                   |
| Frozen Base          | Vybudujte základnu s alespoň 100 kolonisty na Fozen Planet               | 13,9 %                   |
| Storm Landing        | Přistaňte na Storm Planet                                                | 12,7 %                   |
| Challenger           | Splňte všechny challenge (výzvy)                                         | 11,8 %                   |
| Stargazer            | Mějte alespoň 5 teleskopů                                                | 8,7 %                    |
| Moon Base            | Vybudujte základnu s alespoň 100 kolonisty na Gas Giant Moon             | 8,7 %                    |
| Overpopulation       | Vybudujte základnu s alespoň 350 kolonisty                               | 7,7 %                    |
| Storm Base           | Vybudujte základnu s alespoň 100 kolonisty na Storm Planet               | 4,2 %                    |
| Hyper Megalomaniac   | Postavte monolity na všech planetách                                     | 3,6 %                    |
| Express Outpost      | Vybudujte základnu se 100 kolonisty za méně než 30 dní                   | 2,6 %                    |
| Absolute Domination  | Splňte všechny milníky na všech planetách                                | 2,6 %                    |
| Express Starport     | Splňte všechny Starport Atlantis challenge za méně než 15 dní            | 2,0 %                    |
| Express Colony       | Vybudujte základnu s alespoň 250 kolonisty za méně než 60 dní            | 1,8 %                    |
| Hyper Challenger     | Splňte všechny stavěcí výzvy                                             | 1,7 %                    |
| Express Dark Colony  | Splňte všechny Dark Moon výzvy                                           | 0,7 %                    |

## Podobné tituly (videohry)
- Surviving Mars
- Dawn of Man
- Aven Colony